# Quận Rio Grande, Colorado
Quận Rio Grande là một quận thuộc tiểu bang Colorado, Hoa Kỳ.
Quận này được đặt tên theo sông Rio Grande. Theo điều tra dân số của Cục điều tra dân số Hoa Kỳ năm 2010, quận có dân số 11982 người. Quận lỵ đóng ở Del Norte.

## Địa lý
Theo Cục điều tra dân số Hoa Kỳ, quận có diện tích 2360 km2, trong đó có 1 km2 là diện tích mặt nước.